# Mafraq, Iordania
Mafraq (în arabă المفرق Al-Mafraq, în dialecte locale: Mafrag sau Mafra' , „răscruce”) este capitala guvernoratului Mafraq din Iordania, situat la 80 km la nord de capitala Amman, la frontiera cu Siria la nord și la est cu Irakul. Avea 56.340 de locuitori în 2004.

## Istorie

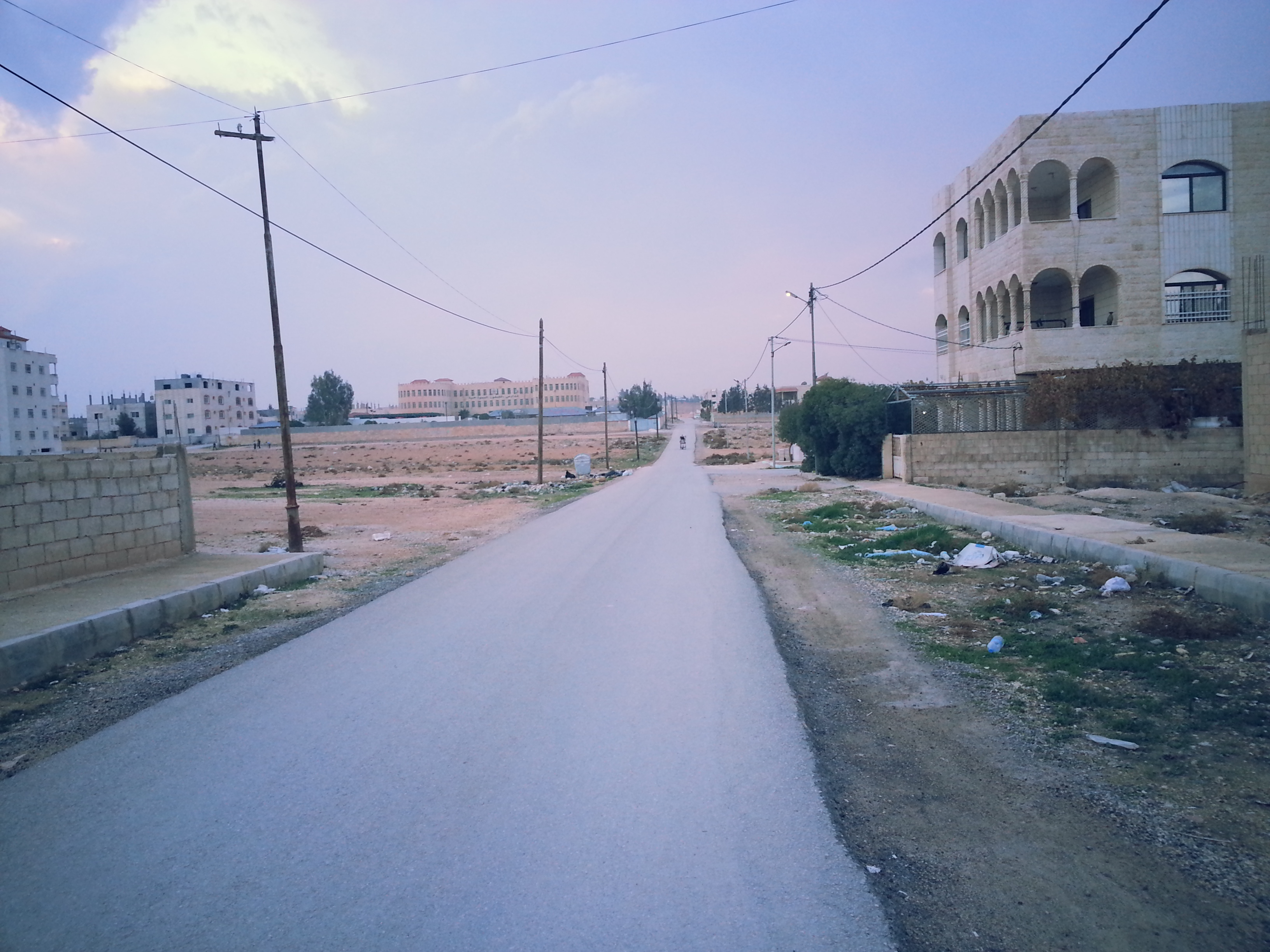
Un cartier rezidențial din Mafraq

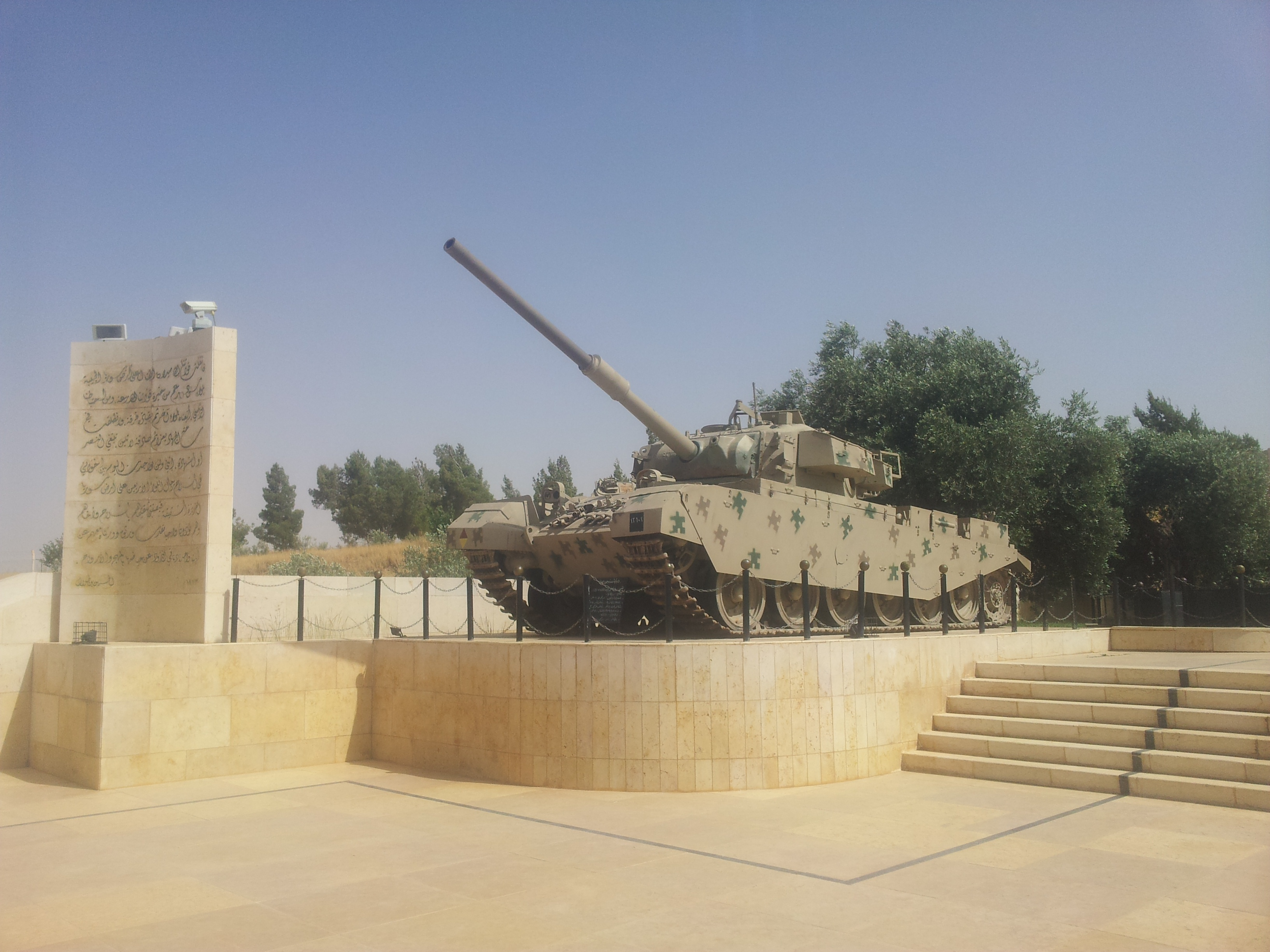
Un tanc expus în Memorialul Martirilor din Mafraq

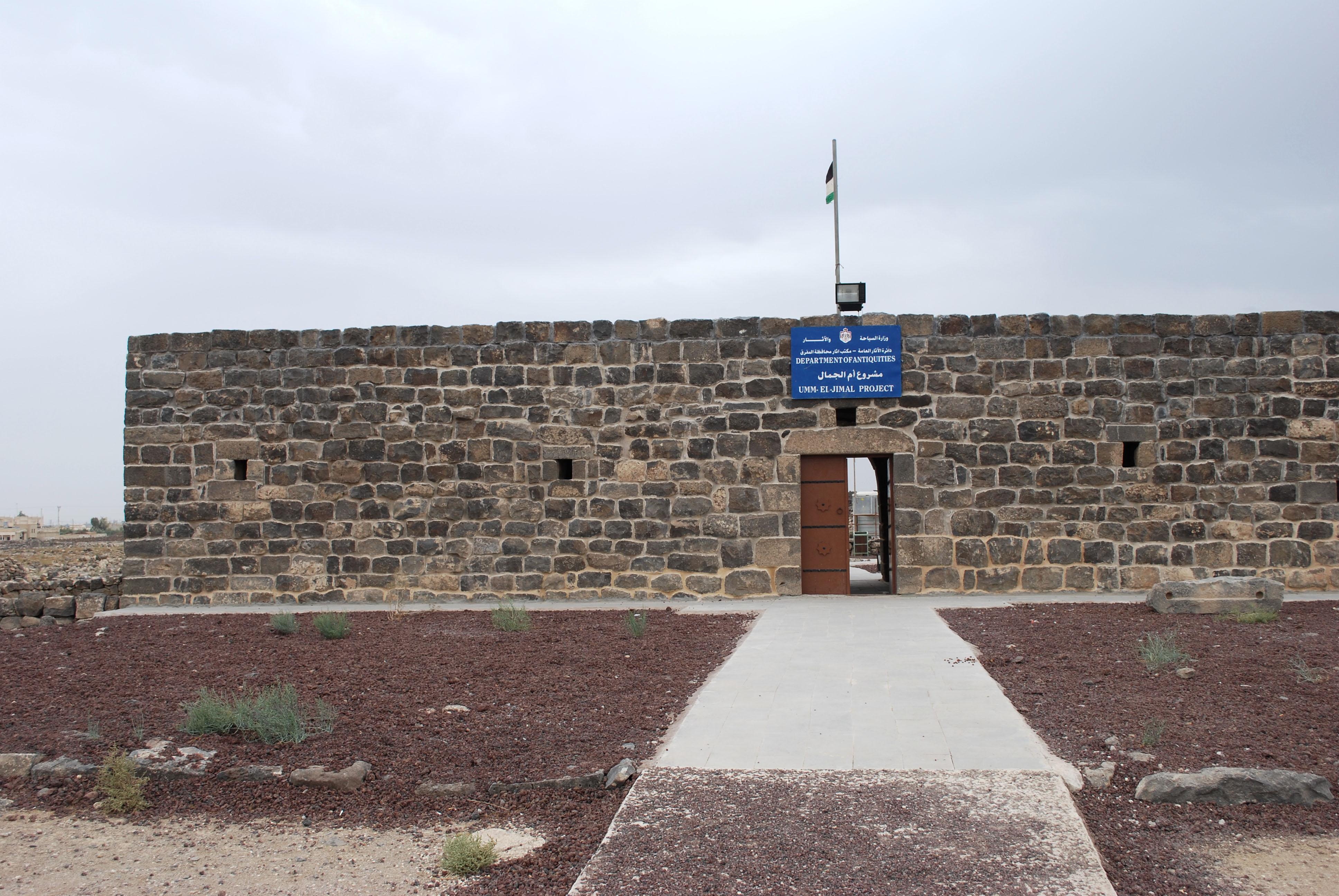
Orașul istoric U,m el-Jimal

Mafraq a fost stabilit pentru prima dată în secolul al VI-lea î.Hr. Acesta este situat la aproximativ 17 km vest de istorici nabateeni și orașul bizantin Umm el-Jimal, care a fost construit în secolul I.
Orașul a fost numit pentru prima dată „Fudain”, care provine din cuvântul pentru fortăreață în arabă. Orașul a câștigat o importanță semnificativă după înființarea căii ferate Hejaz care leagă Istanbulul de Medina. A fost redenumit în numele actual Mafraq de către otomanii turci, ceea ce înseamnă „drumuri încrucișate”.  Mafraq a fost locația unei baze militare britanice și a unui aeroport de la începutul secolului al XX-lea. Mai târziu a devenit baza Legiunii Arabe în timpul războiului arabo-israelian din 1948. În 1945, municipalitatea Mafraq a fost înființată cu Ali Abdeyyah ca primul său primar. În timpul celui de-al Doilea Război Mondial, baza militară a orașului a găzduit trupe britanice din India, Australia și alte colonii britanice.
Mafraq este capitala Guvernoratului Mafraq și sediul Diviziei a III-a a Armatei Iordaniene. King Hussein Air College și o bază aeriană a Royal Jordanian Air Force sunt, de asemenea, situate în oraș.
În 2016, 50% din populația Mafraqului erau Refugiați sirieni.

## Geografie
Orașul Mafraq este situat în nordul Iordaniei, la granița dintre platoul Hauran și Deșertul Sirian, la aproximativ 80 km nord de Amman. Este capitala și cel mai mare oraș al guvernoratului Mafraq. Orașul este aproape de cele trei mari orașe din regiune, Amman la sud, Irbid la vest și Damasc la nord.

## Clima
Mafraq are un climat semi-arid rece (BSk). Cele mai multe ploi cad în timpul iernii. Temperatura medie anuală în Mafraq este 16,6 °C (61,9 °F). Aproximativ 184 mm (7,24 in) de precipitații cad anual.
| Date climatice pentru Mafraq         | Date climatice pentru Mafraq | Date climatice pentru Mafraq | Date climatice pentru Mafraq | Date climatice pentru Mafraq | Date climatice pentru Mafraq | Date climatice pentru Mafraq | Date climatice pentru Mafraq | Date climatice pentru Mafraq | Date climatice pentru Mafraq | Date climatice pentru Mafraq | Date climatice pentru Mafraq | Date climatice pentru Mafraq | Date climatice pentru Mafraq |
| Luna                                 | Ian                          | Feb                          | Mar                          | Apr                          | Mai                          | Iun                          | Iul                          | Aug                          | Sep                          | Oct                          | Nov                          | Dec                          | Anual                        |
| ------------------------------------ | ---------------------------- | ---------------------------- | ---------------------------- | ---------------------------- | ---------------------------- | ---------------------------- | ---------------------------- | ---------------------------- | ---------------------------- | ---------------------------- | ---------------------------- | ---------------------------- | ---------------------------- |
| Maxima medie °C (°F)                 | 12.5 (54,5)                  | 14.4 (57,9)                  | 17.6 (63,7)                  | 22.5 (72,5)                  | 27.7 (81,9)                  | 31.1 (88)                    | 32.1 (89,8)                  | 32.3 (90,1)                  | 30.5 (86,9)                  | 26.4 (79,5)                  | 20.3 (68,5)                  | 14.2 (57,6)                  | 23,47 (74,24)                |
| Minima medie °C (°F)                 | 2.2 (36)                     | 3.3 (37,9)                   | 5.5 (41,9)                   | 8.9 (48)                     | 12.2 (54)                    | 14.9 (58,8)                  | 16.3 (61,3)                  | 16.4 (61,5)                  | 14.5 (58,1)                  | 11.7 (53,1)                  | 7.3 (45,1)                   | 3.1 (37,6)                   | 9,69 (49,45)                 |
| Precipitații mm (inches)             | 41 (1.61)                    | 37 (1.46)                    | 31 (1.22)                    | 11 (0.43)                    | 3 (0.12)                     | 0 (0)                        | 0 (0)                        | 0 (0)                        | 0 (0)                        | 7 (0.28)                     | 20 (0.79)                    | 34 (1.34)                    | 184 (7,24)                   |
| Sursă: Climate-Data.org,Climate data |                              |                              |                              |                              |                              |                              |                              |                              |                              |                              |                              |                              |                              |

## Transport

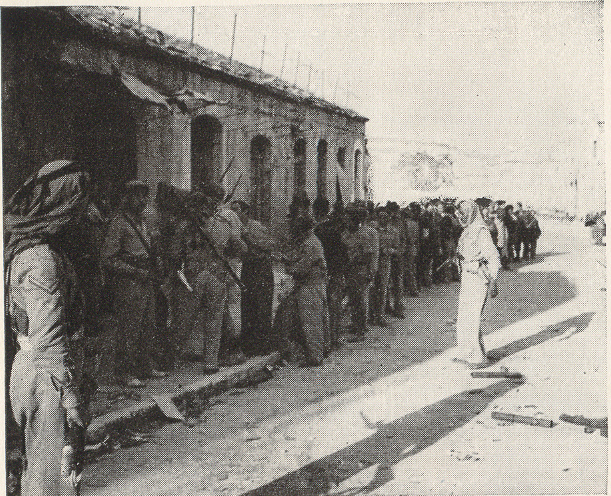
Prizonierii de război escortați la baza militară din Mafraq în 1948

Autostrada internațională care leagă Damascul de Riyadh trece prin oraș. Mafraq are o stație pe sistemul feroviar național de 1050mm.

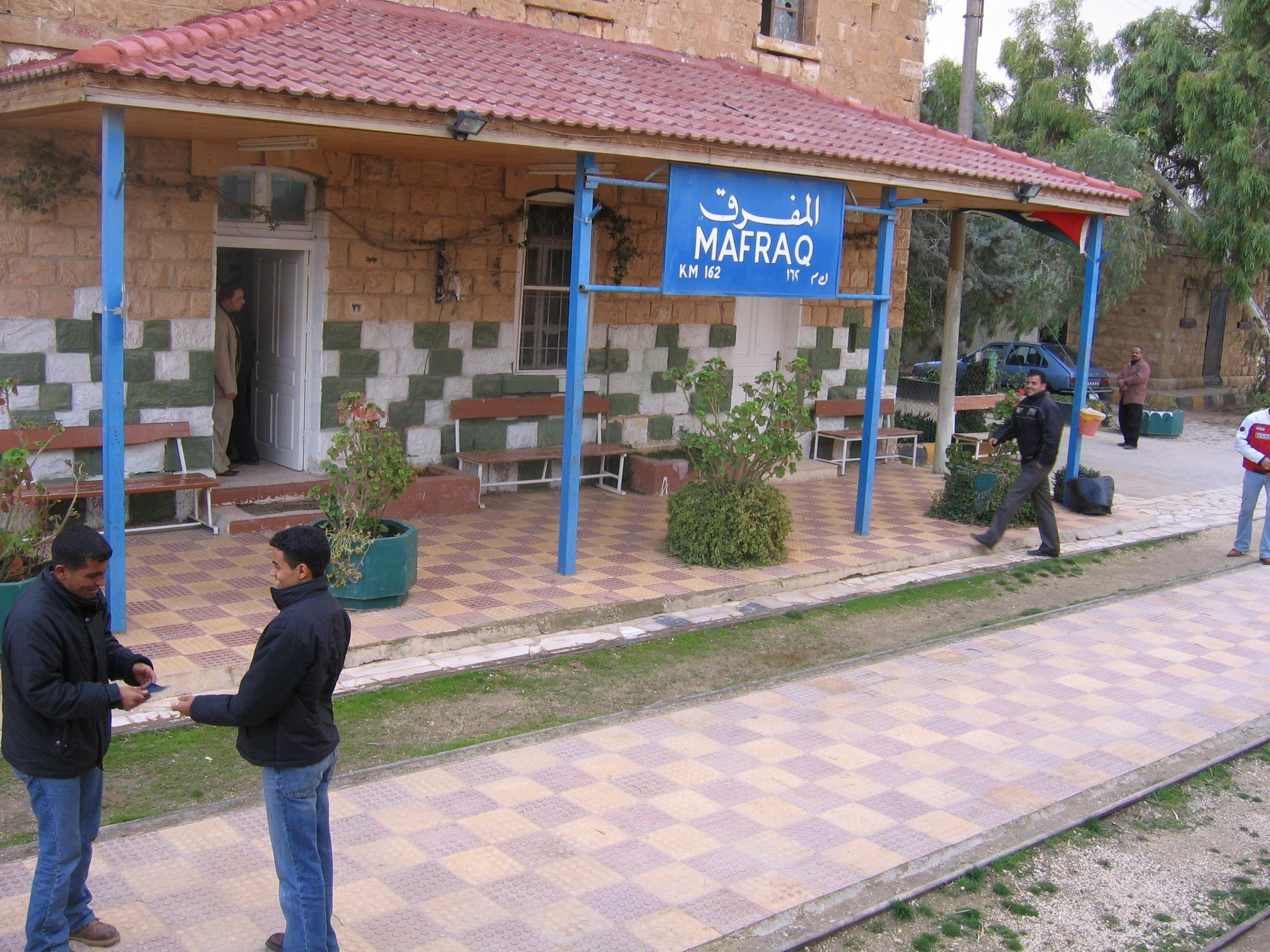
Gara din Mafraq

## Educație
Universitatea Al al-Bayt este singura universitate din oraș. A fost înființată în 1992 și este situată la periferia sud-estică a orașului Mafraq.